# A. Le Coq Arena
A. Le Coq Arena é um estádio de futebol localizado em Tallinn, Estónia. O estádio recebe partidas de futebol, concertos e vários outros eventos.
O estádio é utilizado para partidas da seleção estoniana de futebol e do FC Flora Tallinn, e tem capacidade para 9300 espectadores, me passará para 10300 com a expansão com novos assentos. A capacidade para concertos é de 25000 pessoas. O nome do estádio vem do patrocínio da empresa de cerveja A. Le Coq.
Em 2018 recebeu a Supercopa da UEFA de 2018,  entre Real Madrid e Atlético de Madrid.